# Janusz Gol
Janusz Krzysztof Gol (ur. 11 listopada 1985 w Świdnicy) – polski piłkarz, występujący na pozycji pomocnika, w latach 2010–2012 reprezentant Polski.

## Kariera klubowa
Swoją piłkarską karierę rozpoczynał w klubach ze Świdnicy (Polonia, Sparta, a po fuzji Polonia/Sparta). W 2008 przeszedł do GKS Bełchatów. W Ekstraklasie zadebiutował 8 sierpnia 2008 w meczu z Lechem Poznań wchodząc na ostatnie 15 minut. Pierwszą bramkę w najwyższej klasie rozgrywkowej zdobył na początku maja 2009 w spotkaniu z Polonią Bytom.
Pod koniec lutego 2011 został zawodnikiem Legii Warszawa, z którą w tamtym sezonie zdobył Puchar Polski. 25 sierpnia 2011 w wyjazdowym meczu rewanżowym rundy play-off Ligi Europy ze Spartakiem Moskwa zapewnił swojej drużynie awans do fazy grupowej strzelając w doliczonym czasie gry zwycięską bramkę na 3:2. Cztery dni później, 29 sierpnia w spotkaniu z ŁKS Łódź strzelił swoją pierwszą bramkę w Ekstraklasie w barwach stołecznego zespołu.
W sezonie 2011/2012 wywalczył z Legią Puchar Polski oraz awansował z nią do 1/16 finału Ligi Europy. W sezonie 2012/2013 wywalczył z Legią mistrzostwo i ponownie PP.

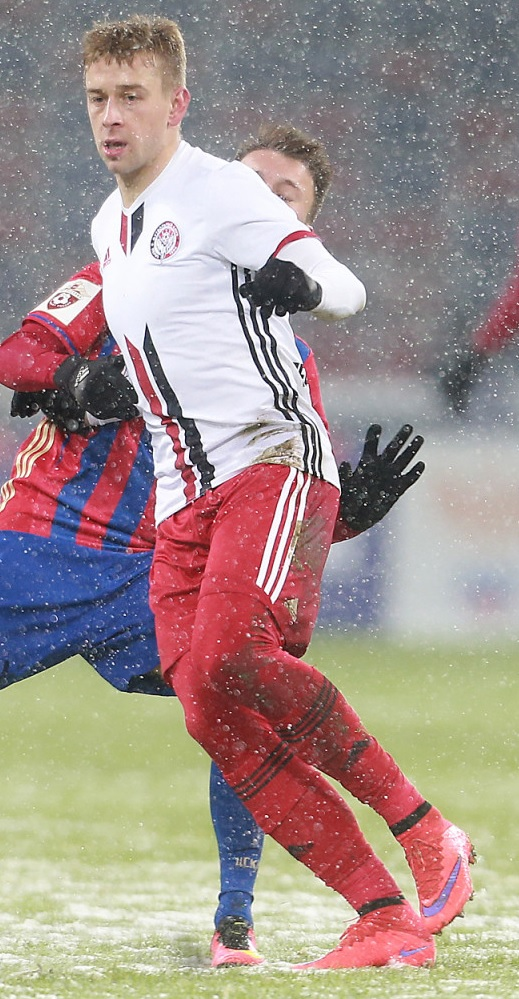
Janusz Gol podczas meczu z CSKA Moskwa (2016).

25 lipca 2013 podpisał dwuletni kontrakt z rosyjskim Amkarem Perm. W lidze rosyjskiej zadebiutował 29 lipca, zaliczając asystę przy golu Martina Jakubki. Po blisko czterech latach występów, 13 czerwca 2018 z powodu niewypłacalności finansowej Amkar nie otrzymał licencji Rosyjskiego Związku Piłki Nożnej na grę w sezonie 2018/2019 w Priemjer-Lidze i Pierwyjym diwizionie. 18 czerwca prezes klubu Giennadij Sziłow ogłosił, że klub nie złożył podania o otrzymanie licencji na grę również w drugiej lidze i zostanie rozwiązany. Gol został wolnym zawodnikiem. 29 sierpnia 2018 podpisał dwuletni kontrakt z Cracovią.
25 sierpnia 2020 na oficjalnej stronie Dinama Bukareszt poinformowano o zawarciu dwuletniego kontraktu z zawodnikiem. W umowie zapisano miesięczną pensję w wysokości 18 000 € i dodatkowymi 500 € za każdy zdobyty punkt ligowy przez zespół. Dla Janusza Gola był to drugi zagraniczny wyjazd w karierze. Pierwszy występ w barwach Dinama zanotował 31 sierpnia w wyjazdowym meczu 2. kolejki Liga I z Chindią Târgoviște, gdy w 7. minucie meczu wszedł za Vlada Achima. W styczniu 2021 Polak wspólnie z Ante Puljiciem oraz Deianem Sorescu zaakceptował obniżenie kontraktu, w ramach odzyskiwania płynności finansowej przez klub.
W latach 2021–2022 występował w Górniku Łęczna. 24 czerwca 2022 podpisał obowiązujący do końca sezonu 2023/2024 kontrakt z Arką Gdynia.

## Kariera reprezentacyjna
Janusz Gol ma za sobą występy w amatorskiej reprezentacji Dolnego Śląska, z którą w 2007 zdobył Puchar Regionów UEFA. W grudniu 2009 został powołany przez selekcjonera reprezentacji Polski Franciszka Smudę na towarzyski turniej o Puchar Króla Tajlandii. W drużynie zadebiutował 20 stycznia 2010, wchodząc na ostatnie siedem minut gry za Macieja Iwańskiego w wygranym 3:1 meczu z Tajlandią.
| Mecze i gole w reprezentacji | Mecze i gole w reprezentacji | Mecze i gole w reprezentacji           | Mecze i gole w reprezentacji | Mecze i gole w reprezentacji | Mecze i gole w reprezentacji | Mecze i gole w reprezentacji |
| #                            | Data                         | Miasto                                 | Przeciwnik                   | Gol                          | Wynik                        | Rozgrywki                    |
| ---------------------------- | ---------------------------- | -------------------------------------- | ---------------------------- | ---------------------------- | ---------------------------- | ---------------------------- |
| 1.                           | 20.01.2010                   | Nakhon Ratchasima, Tajlandia           | Tajlandia                    |                              | 3:1                          | PKT 2010                     |
| 2.                           | 23.01.2010                   | Nakhon Ratchasima, Tajlandia           | Singapur                     |                              | 6:1                          | PKT 2010                     |
| 3.                           | 06.02.2011                   | Vila Real de Santo António, Portugalia | Mołdawia                     |                              | 1:0                          | towarzyski                   |
| 4.                           | 09.02.2011                   | Faro, Portugalia                       | Norwegia                     |                              | 1:0                          | towarzyski                   |
| 5.                           | 02.09.2011                   | Warszawa, Polska                       | Meksyk                       |                              | 1:1                          | towarzyski                   |
| 6.                           | 11.10.2011                   | Wiesbaden, Niemcy                      | Białoruś                     |                              | 2:0                          | towarzyski                   |
| 7.                           | 15.11.2011                   | Poznań, Polska                         | Węgry                        |                              | 2:1                          | towarzyski                   |
| 8.                           | 15.08.2012                   | Tallinn, Estonia                       | Estonia                      |                              | 0:1                          | towarzyski                   |

## Życie prywatne
Żonaty z Dorotą Gol.

## Sukcesy

### Legia Warszawa
- Mistrzostwo Polski: 2012/2013
- Puchar Polski: 2010/2011, 2011/2012, 2012/2013